# UFC 6
UFC 6: Clash of the Titans（ユーエフシー・シックス：クラッシュ・オブ・ザ・タイタンズ）は、アメリカ合衆国の総合格闘技団体「UFC」の大会の一つ。1995年7月14日、ワイオミング州キャスパーのキャスパー・イベントセンターで開催された。

## 大会概要
UFCにおいて初めての王座である、初代UFCスーパーファイト王座（後のUFC世界ヘビー級王座）決定戦が行なわれ、ケン・シャムロックが前回大会（UFC 5）トーナメント優勝者のダン・スバーンに勝利し、初代王者となった。
トーナメントでは、オレッグ・タクタロフがデイブ・ベネトゥー、アンソニー・マシアス、タンク・アボットを降し、トーナメント優勝を果たした。
本大会でマイケル・バッファーが初めてUFCでオクタゴンアナウンサーを務めた（UFC 7でも再び務めた）。

## 試合結果

### リザーブマッチ
第1試合 UFC 6トーナメント リザーブマッチ 20分1R
○  ジョエル・サトゥン vs.  ジャック・マクグローリン ×
1R 2:01 ギブアップ（マウントパンチ）
※サトゥンがトーナメントリザーブ権獲得
第2試合 UFC 6トーナメント リザーブマッチ 20分1R
○  アンソニー・マシアス vs.  ヒーマン・ギプソン ×
1R 3:06 ギブアップ（グラウンドパンチ）
※マシアスがトーナメントリザーブ権獲得

### トーナメント1回戦
第3試合 UFC 6トーナメント 1回戦 20分1R
○  タンク・アボット vs.  ジョン・マツア ×
1R 0:20 KO（右フック）
※アボットが準決勝進出
第4試合 UFC 6トーナメント 1回戦 20分1R
○  ポール・ヴァレランス vs.  カル・ウォーシャム ×
1R 1:02 KO（肘打ち）
※ヴァレランスが準決勝進出
第5試合 UFC 6トーナメント 1回戦 20分1R
○  パトリック・スミス vs.  ラドヤード・モンカヨ ×
1R 1:08 チョークスリーパー
※スミスの負傷棄権によりリザーバーのマシアスが準決勝進出
第6試合 UFC 6トーナメント 1回戦 20分1R
○  オレッグ・タクタロフ vs.  デイブ・ベネトゥー ×
1R 0:57 フロントチョーク
※タクタロフが準決勝進出

### トーナメント準決勝・王座決定戦
第7試合 UFC 6トーナメント 準決勝 20分1R
○  タンク・アボット vs.  ポール・ヴァレランス ×
1R 1:53 TKO（レフェリーストップ：グラウンドパンチ）
※アボットが決勝進出
第8試合 UFC 6トーナメント 準決勝 20分1R
○  オレッグ・タクタロフ vs.  アンソニー・マシアス ×
1R 0:09 フロントチョーク
※タクタロフが決勝進出
第9試合 UFCスーパーファイト王座決定戦 30分1R
○  ケン・シャムロック vs.  ダン・スバーン ×
1R 2:14 フロントチョーク
※シャムロックが王座獲得に成功

### トーナメント決勝戦
第10試合 UFC 6トーナメント 決勝戦 30分1R
○  オレッグ・タクタロフ vs.  タンク・アボット ×
1R 17:45 チョークスリーパー
※タクタロフがトーナメント優勝